# Botzheim (Adelsgeschlecht)

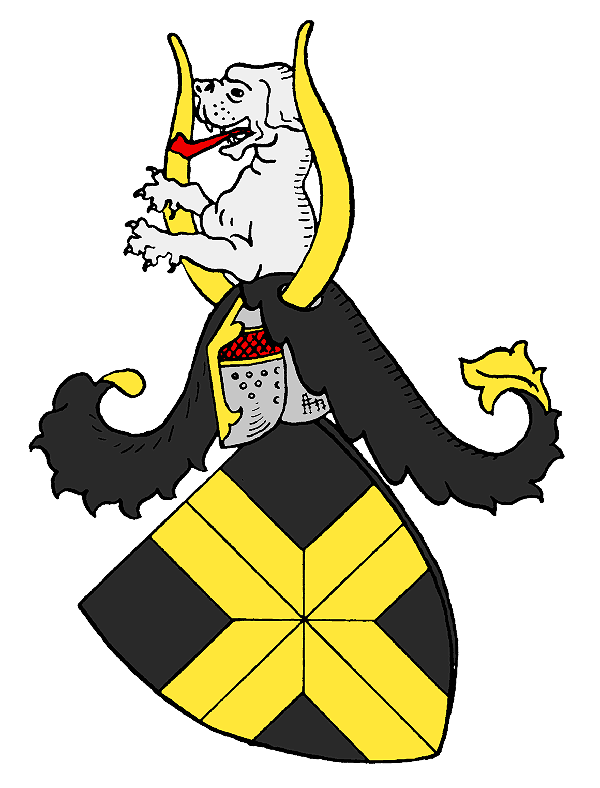
Wappen derer von Botzheim

Botzheim ist der Name eines alten ober- und mittelrheinischen Adelsgeschlechts. Die Herren von Botzheim hatten ihren Stammsitz in Bootzheim (auch Boozheim) nahe Schlettstadt im Elsass.

## Geschichte
Erstmals urkundlich erwähnt wird das Geschlecht mit Craft von Bozheim im Jahre 1309. Er starb 1335 als Domherr zu Basel. Der Stammvater des Geschlechts, Johannes dictus de Bozheim, trat im Stadtregiment von Schlettstadt auf, war seit 1338 Obmann im Zehnstädtebund und wurde von Kaiser Karl IV. mit dem Reichsschultheißamt zu Schlettstadt belehnt, welches die Familie dort später über lange Zeit ausübte. Als Johannes im Jahre 1352 bei der Verteidigung der Stadt fiel, wurde ihm zu Ehren „sein Bildnuß im ganzen Küriß“ am Eingang der Münsterpforte errichtet.
In den folgenden Jahrhunderten breitete sich das Geschlecht in der Grafschaft Ortenau stark aus und kam später in das Stadtregiment von Straßburg, Hagenau und Frankfurt am Main. Dort trat ein Hans von Botzheim 1556 als Ganerbe auf Alten Limpurg ein. 1631 ließ Herzog Wilhelm von Weimar nach dem Tod seines Hofmarschalls Johann Bernhard von Botzheim einen besonderen Ortstaler mit der Inschrift „Treu Herr, treu Knecht“ prägen. Anfang des 18. Jahrhunderts war ein Zweig des Geschlechts in Westpreußen und Kurland begütert worden. Als letzter Zweig existierte noch eine pfälzisch-bayerische Linie, die über zweihundert Jahre in kurpfälzischen Hof- und Verwaltungsdiensten gestanden hatte. Dort erhielt sie bereits im 18. Jahrhundert das Majorat Wachenheim bei Worms.
Die Herren von Botzheim gehörten seit dem 16. Jahrhundert zur ober- und mittelrheinischen Reichsritterschaft. Im 18. Jahrhundert waren Angehörige der Familie Mitglied im Ritterkanton Oberrhein des Rheinischen Ritterkreises, im Ritterkanton Odenwald des Fränkischen Ritterkreises und im Ritterkanton Neckar-Schwarzwald des Schwäbischen Ritterkreises.

## Wappen
Das Stammwappen zeigt in Schwarz einen mit drei Sporenrädlein (Sternen) belegten goldenen Schrägrechtsbalken.
Seit 1352 – als Reichsschultheißen zu Schlettstadt – zeigt das Wappen in Schwarz ein goldenes Kreuz. Auf dem Helm ist ein wachsender (zuvor sitzender) silberner Bracke zwischen zwei goldenen Büffelhörnern. Die Helmdecken sind schwarz-golden.

## Namensträger
- Albert Freiherr von Botzheim (1868–1955), deutscher Hofbeamter und Heraldiker
- Erich von Botzheim (1871–1958), deutscher Generalleutnant
- Friedrich Casimir von Botzheim (1672–1737), preußischer Generalmajor
- Friedrich Ludwig von Botzheim (1739–1802), nassauischer Staatsmann
- Hans Bernd von Botzheim († 1631), sächsisch-weimarischer Hofbeamter
- Johannes von Botzheim (1480–1535), deutscher Humanist